# 28593 Ryanhamilton
28593 Ryanhamilton este o planetă minoră (asteroid), cu un diametru de 5,233 km, din centura de asteroizi. A fost descoperită pe 11 martie 2000 la Stația Anderson Mesa de Lowell Observatory Near-Earth-Object Search. 
Obiectul prezintă o orbită caracterizată de o semiaxă mare de 2,9710837 UAi, o excentricitate de 0,06, o înclinație de 10,94661 ° în raport cu ecliptica.